# Marco Galli (pallanuotista)
Marco Galli (Civitavecchia, 5 marzo 1957 – 3 ottobre 1988) è stato un pallanuotista italiano.

## Biografia
Attaccante con destrezza manuale e fisicità snella, esordì in serie A a soli 15 anni, il 22 maggio del 1972. Divenne campione del mondo a Berlino nel 1978. Con la Nazionale partecipò a due Mondiali, due Europei e una Olimpiade.  Nel suo palmares risultano anche tre scudetti vinti con la Pro Recco tra il 1982 e il 1984 e una Coppa Campioni, conquistata nel 1983., mentre nel 1984 disputò la finale di Supercoppa Len.
Giocò 320 partite in serie A, con all'attivo 649 reti; 193 le partite in nazionale, con 199 gol. 
Galli mosse i primi passi con il Civitavecchia, dove fu vicecampione d'Italia. Dopo l'ottima esperienza con la Pro Recco tornò negli ultimi anni ad indossare nuovamente la calottina rossoceleste e a preparare la classe allievi, con la quale vinse il titolo italiano nel 1987.
Morì il 3 ottobre 1988 dopo una lunga malattia. In sua memoria la città di Civitavecchia ha intitolato il Palazzetto dello Sport e la piazza antistante la piscina.